# George Henry Peters
George Henry Peters (1863 – Washington, 18 ottobre 1947) è stato un astronomo statunitense.
| 536 Merapi       | 11 maggio 1904   |
| 886 Washingtonia | 16 novembre 1917 |
| 980 Anacostia    | 21 novembre 1921 |

Ha lavorato presso l'Osservatorio Navale degli Stati Uniti studiando principalmente la corona solare.
Il Minor Planet Center gli accredita la scoperta di tre asteroidi, effettuate tra il 1904 e il 1921.